# 1967 en sports équestres
Chronologie des sports équestres
- 1966 en sports équestres - 1967 en sports équestres - 1968 en sports équestres

Cet article présente les faits marquants de l'année 1967 en sports équestres.

## Événements

### Année
- 9e édition des championnats d'Europe de saut d'obstacles à Rotterdam (Pays-Bas).
- 3e édition des championnats d'Europe de dressage 1967 à Aix-la-Chapelle (Allemagne de l'Ouest).
- 8e édition du championnat d'Europe de concours complet d'équitation 1967 à Punchestown (Irlande) qui est remportée par Eddie Boylan sur Durlas Eile en individuel par l'équipe du Royaume-Uni[1].